# 藤原秋緒
藤原 秋緒（ふじわら の あきお）は、平安時代初期から前期にかけての貴族。名は秋雄とも記される。藤原京家、参議・藤原浜成の孫。豊後守・藤原豊彦の子。官位は正五位下・伊予権守。

## 経歴
仁寿3年（853年）従五位下に叙爵し、翌仁寿4年（854年）備中介に任ぜられる。
貞観7年（865年）から貞観9年（867年）の短期間の刑部少輔・治部少輔・兵部少輔といった京官への補任を挟んで、貞観3年（861年）播磨権介、貞観10年（868年）讃岐介、貞観年間末（時期不詳）因幡権守、元慶2年（878年）伊予権守と、清和朝から陽成朝にかけて主に地方官を務めた。またこの間、貞観10年（868年）従五位上、元慶3年（879年）正五位下と昇進している。

## 官歴
『六国史』による。
- 仁寿3年（853年）正月7日：従五位下
- 仁寿4年（854年）正月16日：備中介
- 貞観2年（860年）6月5日：大監物
- 貞観3年（861年）正月13日：播磨権介
- 貞観7年（865年）3月9日：刑部少輔。5月16日：治部少輔
- 貞観9年（867年）2月11日：兵部少輔
- 貞観10年（868年）正月7日：従五位上。正月16日：讃岐介
- 時期不詳：因幡権守
- 元慶2年（878年）正月11日：伊予権守。4月2日：次侍従
- 元慶3年（879年）正月7日：正五位下

## 系譜
『尊卑分脈』による。
- 父：藤原豊彦
- 母：不詳
- 生母不詳の子女
  - 男子：藤原世文
  - 男子：藤原有命
  - 女子：藤原良尚室